# Ouigo
Ouigo és una marca comercial d'alta velocitat ferroviària de baix cost de l'operador SNCF Voyageurs a França i d'Ouigo España a Espanya. A França aquests trens connecten, entre d'altres, les estacions de Marne la Vallée-Chessy, Massy-París, Aeroport Charles-de-Gaulle (París), Lió-Saint-Exupéry, Marsella-Saint Charles, Montpeller-Sant-Ròc, Tourcoing (Lilla), Rennes, Nantes, Bordeus-Sant Joan i Estrasburg.
L'oferta està ideada perquè el preu sigui semblant al del cotxe o vehicle compartit, basant-se en els serveis de l'avió (en particular dels de baix cost ), per a donar servei a estacions allunyades del centre de les ciutats en el cas de les principals aglomeracions urbanes, a més de requerir la presència obligatòria 30 minuts abans de la sortida del tren, i l'opció de serveis opcionals de pagament (com ara la utilització d'endolls, la possibilitat de portar equipatge o poder anar en un cotxe silenciós).

## Història
Estrenada el 2 d'abril del 2013 (després de seva presentació oficial el 19 de febrer del 2013), l'oferta d'Ouigo va aparèixer en un context de crisi econòmica, que havia conduït a una disminució de la rendibilitat dels TGV clàssics el 2012. Els bitllets d'Ouigo només estan disponibles en línia als llocs web d'Ouigo, de Voyages SNCF i de Trainline.
Com les aerolínies de baix cost, Ouigo fa pagar l'equipatge addicional més enllà d'una maleta de mà i una bossa per passatger (la mida màxima d'un equipatge ha de ser de 55×35×25 cm, a fi de poder-la posar sota el seient). Així mateix, els bitllets (imprimibles 4 dies abans de la sortida) són controlats abans de la pujada al tren. Això implica que els clients s'han de presentar 30 minuts abans de la sortida del tren. La utilització dels trens està maximitzada: els trens circulen un mínim de 13 hores al dia, el doble dels TGV clàssics. Els trens ofereixen un 20% més de places per la supressió de la primera classe, el cotxe-bar i la utilització d'un tipus de seients més estrets. Amb tot, el cost de producció d'una plaça d'Ouigo és el 50% més barat que una plaça en un TGV convencional.
Al contrari que iDTGV o Ouibus, Ouigo no és una filial independent, sinó que constitueix un servei específic del Grup SNCF. Disposa de trens TGV de dos pisos. Un tren Ouigo en unitat simple pot transportar 634 passatgers, enfront dels 510 d'un tren estàndard. Aquest guany en capacitat és degut al menor espai per a equipatges, l'absència de primera classe i de cotxe bar. Els trens estan pintats de blau amb l'emblema rosa. El manteniment dels trens es fa durant la nit als tallers de SNCF de Lió, Marsella, Châtillon i Saint-Denis.